# Irvin Mayfield

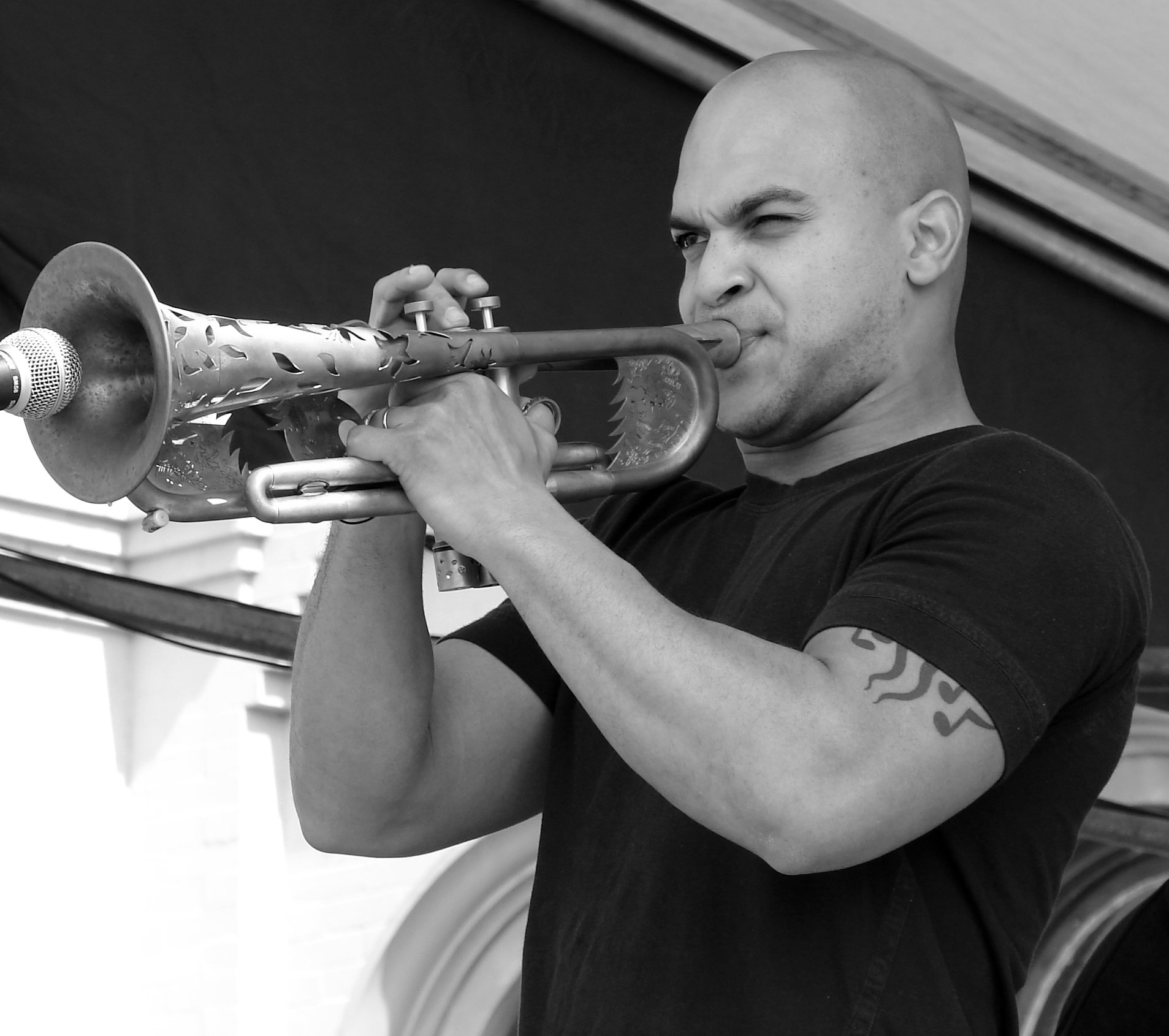
Irvin Mayfield (2008)

Irvin Mayfield Jr. (* 23. Dezember 1977 in New Orleans) ist ein amerikanischer Jazzmusiker (Trompete, Komposition) und Kulturfunktionär, der mit dem von ihm geleiteten New Orleans Jazz Orchestra 2010 einen Grammy erhielt.

## Leben und Wirken
Mayfield spielte als Kind Orgel in der Kirche. Früh hörte er Cousins seines Vaters beim Üben zu, die zur Band von Fats Domino gehörten. Seine erste Trompete erhielt er erst nach langem Drängen von seinem Vater in der vierten Klasse. In den späten 1980er Jahren führte ihn sein Vater in die Algiers Brass Band ein, eine traditionelle Street Band. Er machte seinen Abschluss am New Orleans Center for Creative Arts und zog nach New York, wo er längere Zeit Mitbewohner von Wynton Marsalis war und ein Stipendium für die Juilliard School of Music in Aussicht hatte, entschied sich aber dann dafür, zum Studium nach New Orleans zurückzukehren.
Gemeinsam mit Jason Marsalis und Bill Summers war er dort 1998 eines der Gründungsmitglieder von Los Hombres Calientes, einer Fusionband, die sehr erfolgreich afro-kubanischen Jazz mit Rhythm & Blues verschmolz und als „Supergroup“ international auftrat. Die Band veröffentlichte im Laufe der Jahre fünf Alben bei Basin Street Records. Das New Orleans Museum of Art beauftragte ihn mit der Komposition einer Jazz-Suite, die dessen Ausstellung mit Fotografien von Gordon Parks begleiten sollte; dieses Werk, Half Past Autumn, wurde dort erstmals im Sommer 2000 aufgeführt.
Mayfield legte auch unter eigenem Namen 1998 ein erstes Album vor. 2002 veröffentlichte er sein zweites Album unter eigenem Namen How Passion Falls, ebenfalls beim Label Basin Street. Dieses Album war nach Ansicht der Kritik ein mehrfacher Quantensprung – „im Ton, in der Flüssigkeit und Ausdruckskraft seines Trompetenspiels, in seinen Fähigkeiten als Bandleader, in der erstklassigen Produktion, vor allem aber in der Breite und Aussagekraft seiner Kompositionen.“ Weitere Alben folgten. Seit 2002 leitete er zudem das von ihm damals gegründete großformatige New Orleans Jazz Orchestra, mit dem er mehrere Alben einspielte. Seine Komposition Strange Fruit führte er 2003 mit dem New Orleans Jazz Orchestra und dem Konzertchor der Dillard University auf.
Mayfields Bereitschaft, bereits in jungem Alter seine Zeit und sein Musikwissen zur Verfügung zu stellen, ließen ihn zu einem wichtigen Lehrer in den musikpädagogischen Seminaren von Louisiana werden; auch stellt er sich für zahlreiche kostenlose Kurse für Schulkinder zur Verfügung. Darüber hinaus hat er Workshops und Meisterklassen beim Chandler Jazz Festival, an der Loyola University, der University of North Carolina und der University of New Orleans geleitet. 2005 wurde er vom Bürgermeister der Stadt zum Vorsitzenden des Verwaltungsrats des New Orleans Library Board of Directors ernannt. Weiterhin war er künstlerischer Leiter des Chandler Jazz Festival.
2009 moderierte er The Life and Times of Irvin Mayfield, eine einstündige Radio-Talkshow beim öffentlichen WGSO-Sender. Er besaß zwei Jazzclubs in New Orleans, darunter das  New Orleans Jazz Playhouse, in dem er mehrere Alben aufnehmen ließ. Ferner gründete er sein Plattenlabel Poorman Mayfield, (das bis 2014 aktiv war); als erster Berufsmusiker wurde er Mitglied der lokalen Handelskammer. Zudem initiierte er an der University of New Orleans das New Orleans Jazz Institute. Seit 2010 war er Mitglied des National Council on the Arts der National Endowment for the Arts.
Nach mehrjähriger Bautätigkeit wurde 2015 der Peoples Health’s New Orleans Jazz Market fertiggestellt, ein 340 Plätze fassender Theatersaal, der auf sein Betreiben die neue Heimstatt des New Orleans Jazz Orchestra wurde. Als Präsident der Bibliotheksstiftung steuerte Mayfield mehr als 1 Million Dollar an Bibliotheksspenden zu den 10 Millionen Dollar Kosten für den Bau des New Orleans Jazz Market bei. Nach dem Bekanntwerden dieser illegalen Finanzierung verpflichteten sich Mayfield und das New Orleans Jazz Orchestra 2016, 483.000 Dollar über einen Zeitraum von fünf Jahren an die Bibliotheksstiftung zurückzuzahlen; das Orchester erklärte sich außerdem bereit, den Rest zu 1,1 Millionen Dollar durch Benefizkonzerte aufzubringen. Weitere öffentliche Gelder wurden von Mayfield und einem befreundeten Geschäftsmann an die Youth Rescue Initiative verschoben. Kurz darauf trat Mayfield als künstlerischer Leiter des New Orleans Jazz Orchestra zurück. 2021 wurde er zu 18 Monaten Gefängnis verurteilt, weil er das öffentliche Bibliothekssystem von New Orleans um 1,3 Millionen Dollar betrogen hatte; nach Verbüßung von zwei Dritteln der Strafe wurde er entlassen.

## Preise und Auszeichnungen
Als Mitglied von Los Hombres Calientes wurde Mayfield 2000 vom Billboard für das Contemporary Latin Jazz Album of the Year geehrt. 2003 wurde er zum „Kulturbotschafter“ von New Orleans ernannt. Mit dem New Orleans Jazz Orchestra erhielt er 2010 für das Album Book One den Grammy Award for Best Large Jazz Ensemble Album.

## Diskographische Hinweise
- Irvin Mayfield (Basin Street, 1998)
- Irvin Mayfield/Jaz Sawyer 20/20: Live at the Blue Note (Half Note, 1999)
- How Passion Falls (Basin Street, 2001)
- Irvin Mayfield/Gordon Parks: Half Past Autumn Suite (Basin Street, 2003)
- Irvin Mayfield with New Orleans Jazz Orchestra & Dillard University Concert Choir: Strange Fruit (Basin Street, 2005)
- Irvin Mayfield & Ellis Marsalis: Love Songs, Ballads, and Standards (Basin Street, 2008)
- Irvin Mayfield & New Orleans Jazz Orchestra: Book One (World Village, 2009)
- Love Letter to New Orleans (Basin Street, 2011)
- A New Orleans Creole Christmas (Basin Street, 2014)
- Dee Dee Bridgewater, Irvin Mayfield & New Orleans Jazz Orchestra: Dee Dee’s Feathers (Okeh, 2015)[11]
- Kermit Ruffins, Irvin Mayfield: A Beautiful World (Basin Street, 2017)[12]
- Irvin Mayfield & New Orleans Jazz Orchestra: Live at Newport (Basin Street, 2017)[13]

## Schriften
- Irvin Mayfield: New Orleans Jazz Playhouse, Basin Street Records, 2015 (mit sieben CDs)[2]

## Webpräsenz
- Willard Jenkins: Irvin Mayfield. In: JazzTimes. 25. April 2019 (englisch).
- Irvin Mayfield bei Discogs
- Irvin Mayfield bei IMDb